# Семейство Рафиты
Семейство Рафиты — небольшое семейство астероидов, расположенное в главном поясе. Семейство названо в честь первого астероида, классифицированного в эту группу — (1644) Рафита.

## Крупнейшие астероиды этого семейства
| Имя              | Диаметр | Большая полуось | Наклонение орбиты | Эксцентриситет орбиты | Год открытия |
| ---------------- | ------- | --------------- | ----------------- | --------------------- | ------------ |
| (1644) Рафита    | ?       | 2,548 а. е.     | 7,017 °           | 0,155                 | 1935         |
| (3600) Архимед   | ?       | 2,564 а. е.     | 7,915 °           | 0,135                 | 1978         |
| (9912) Донизетти | 37,1 км | 2,565 а. е.     | 7,266 °           | 0,146                 | 1977         |